# Тенпьо Канпо
Тенпьо Канпо (яп. 天平感宝 — тенпьо канпо, «мир у Піднебесній — вдячний скарб») — ненґо, девіз правління імператора Японії у 749 році. Перший японський ненґо з чотирьох ієрогліфів.

## Походження назви
Ненґо «Тенпьо Канпо» був прийнятий 4 травня 749 року у відповідь на поставку золота з провінції Муцу (регіон Тохоку).

## Порівняльна таблиця
| Роки Тенпьо Канпо       | 1    |
| Григоріанський календар | 749  |
| Китайський календар     | 己丑 |